# Pseudopachydissus rufofemoralis
Pseudopachydissus rufofemoralis är en skalbaggsart som beskrevs av Maurice Pic 1933. Pseudopachydissus rufofemoralis ingår i släktet Pseudopachydissus och familjen långhorningar. Inga underarter finns listade i Catalogue of Life.